# Aura
«Aura» (рус. Аура) — песня американской певицы и автора песен Леди Гаги с её третьего студийного альбома Artpop. Авторами песни являются Леди Гага, диджей Zedd и музыкальный дуэт, специализирующийся в жанре Психоделический транс Infected Mushroom. Песня была использована в трейлере к фильму Мачете убивает, в котором Леди Гага сыграла роль киллера. Несмотря на то, что для цифровой продажи композиция не была доступна, она попала в чарт US Billboard Dance/Electronic Songs. Zedd считает, что это самая уникальная электронная песня, существовавшая когда-либо.

## Публичное исполнение
1 сентября 2013 Леди Гага открыла 2013 iTunes Festival в Лондоне, в концертном зале The Roundhouse. Она исполнила несколько песен из нового альбома Artpop. Открыла фестиваль с песней «Aura», одетая в чёрный костюм. В руках был нож, на котором выгравировано «HOLLYWOOD», с ссылкой на одно из её лирических заявлений.
Для продвижения фильма Мачете убивает, в котором Гага сыграла роль киллера La Chameleón, режиссёры использовали песню в качестве саундтрека. Также они решили снять lyric-видео на песню, которое было загружено на YouTube VEVO 9 октября 2013 года. Оно содержит картинки и видеоролики из самого фильма. На сегодняшний день видео набрало около 14 миллионов просмотров.

## Чарты
| Чарт (2013)                         | Высшая позиция |
| ----------------------------------- | -------------- |
| South Korea (Gaon)                  | 60             |
| US Billboard Dance/Electronic Songs | 12             |